# Вендт, Бенни
Бенни Бернхард Хайнц Вендт (швед. Benny Bernhard Heinz Wendt; род. 4 ноября 1950, Норрчёпинг, Эстергётланд) — бывший шведский футболист, нападающий известный по выступлениям за клубы «Хальмстад» и сборную Швеции. Участник чемпионата мира 1978 года.

## Клубная карьера
Вендт начал карьеру в клубе «Норрчёпинг». В 1969 году он дебютировал за основной состав в Алсвенскан лиге. В 1975 году Бенни перешёл в немецкий «Кёльн», где должен был заменить Ханнеса Лёра, который в итоге остался в клубе и Вендт столкнулся с жёсткой конкуренцией, приняв участие всего в шести матчах Бундеслиги. 17 января 1976 года в матче против берлинской «Герты» он дебютировал за основной состав. Летом того же года Вендт на правах аренды перешёл в «Теннис Боруссия Берлин». 14 августа в матче против «Рот-Вайсса» он дебютировал за новую команду. В этом же поединке Бенни сделал «дубль», забив свои первые голы за «Теннис Боруссию». 28 августа в поединке против дюссельдорфской «Фортуны» игрок сделал «покер». По окончании сезона клуб вылетел из элиты, а Вендт не захотел возвращаться в «Кёльн». В 1977 году он почти перешёл в «Баварию», но из-за лимита на легионеров переход сорвался и Бенни подписал контракт с «Кайзерслаутерном». 29 июля в матче Кубка Германии против «Оггершейма» он дебютировал за новую команду. 3 сентября в поединке против мёнхенгладбахской «Боруссии» Бенни забил свой первый гол за «Кайзерслаутерн».
В 1981 году Вендт перешёл в льежский «Стандард». 26 августа в матче против «Уотершея» он дебютировал в чемпионате Бельгии. 2 сентября в поединке против «Генка» Бенни забил свой первый гол за «Стандард». В 1982 году Вендт помог клубу выйти в финал Кубка кубков, где не смогла победить испанскую «Барселону». В составе клуба игрок дважды выиграл чемпионат.
В 1983 году Вендт перешёл в гонконгский «Сейко», в составе которого уже в дебютном сезоне выиграл чемпионат. В 1984 году игрок вернулся на родину, где выступал за клуб третьего дивизиона «Слейпнер». В том же году Вендт перешёл во «Фрайбург». 9 февраля 1985 года в матче против «Ганновер 96» он дебютировал во Второй Бундеслиге. В этом же поединке Бенни забил свой первый гол за «Фрайбург». По окончании сезона Ведт принял решение завершить карьеру.

## Международная карьера
17 сентября 1972 года в товарищеском матче против сборной Норвегии Вендт дебютировал за сборную Швеции. 27 апреля 1977 года в поединке сборной Шотландии Бенни забил свой первый гол за национальную команду. В 1978 году Вендт принял участие в чемпионате мира в Аргентине. На турнире он сыграл в матчах против сборных Бразилии, Австрии и Испании.

### Голы за сборную Швеции
| #  | Дата           | Место                           | Противник | Результат | Счёт | Соревнование      |
| -- | -------------- | ------------------------------- | --------- | --------- | ---- | ----------------- |
| 1. | 27 апреля 1977 | Хэмпден Парк, Глазго, Шотландия | Шотландия | 1:1       | 3:1  | Товарищеский матч |

## Достижения
Клубные
 «Стандард» (Льеж)
- Победитель чемпионата Бельгии (2) — 1981/1982, 1982/1983
- Обладатель Суперкубка Бельгии (2) — 1981, 1983
- Финалист Кубка кубков (1) — 1981/1982

 «Сейко»
- Победитель чемпионата Гонконга (2) — 1983/1984